# Sonderhofen
Sonderhofen település Németországban, azon belül Bajorországban. Lakosainak száma 879 fő (2023. december 31.). Sonderhofen Gelchsheim, Riedenheim, Bütthard, Giebelstadt, Gaukönigshofen és Ochsenfurt községekkel határos.

## Népesség
A település népessége az elmúlt években az alábbi módon változott:
| Lakosok száma | 505  | 693  | 555  | 791  | 833  | 845  | 835  | 838  | 857  | 879  |
|               | 1875 | 1950 | 1975 | 1987 | 2012 | 2014 | 2016 | 2017 | 2021 | 2023 |